# Masi Oka
Masayori Oka (岡 政偉  Oka Masayori?), más conocido como Masi Oka (Tokio; 27 de diciembre de 1974), es un actor, productor y artista de efectos digitales japonés nacionalizado estadounidense, que se hizo ampliamente conocido por protagonizar Heroes de NBC como Hiro Nakamura, por el que fue nominado al Premio Primetime Emmy como Mejor Actor de Reparto en una Serie Dramática, y en Hawaii Five-0 de CBS como el Doctor Max Bergman.

## Biografía
Oka nació en Tokio, Japón, hijo de Setsuko Oka. Sus padres se divorciaron cuando tenía un mes de edad; fue criado en una familia monoparental y nunca conoció a su padre.Tenía seis años cuando él y su madre se mudaron a Los Ángeles desde Japón. A los ocho años, apareció en el programa de juegos de CBS-TV Child's Play. En 1987, Oka, de 12 años, apareció como uno de los varios niños en la portada de la revista Time, para el artículo "Esos niños prodigio asiático-americanos". Aunque no apareció en el artículo en sí, conocía al fotógrafo que realizó la sesión. En 1988, quedó en cuarto lugar en la competencia estatal MATHCOUNTS de California y fue uno de los cuatro estudiantes que representaron al estado de California en la competencia nacional.
Oka asistió a la Universidad de Brown, donde fue director musical del grupo a capela masculino The Bear Necessities.Se graduó en 1997 con una licenciatura en informática y matemáticas y una especialización en artes teatrales.
Oka consiguió su primer trabajo después de graduarse en Industrial Light & Magic, la compañía de efectos especiales visuales para películas de George Lucas, con la esperanza de algún día ganar un Oscar por su trabajo técnico en una película. También apareció en el San Francisco Chronicle con su compañero de trabajo en ILM, Anthony Shafer, en un artículo anterior a la burbuja puntocom donde se hizo eco de su deseo de fusionar la actuación y la tecnología. Trabajó en la trilogía de la precuela de Star Wars.

## Trayectoria
Vive en Estados Unidos desde los 6 años. Habla inglés, japonés y español, tiene una Licenciatura en Ciencias de la Computación, una cátedra en Matemáticas y una Diplomatura en teatro.
Trabaja en la empresa Industrial Light & Magic, propiedad de George Lucas, como programador para efectos especiales, trabajando en películas como Star Wars, Piratas del Caribe o La tormenta perfecta. Es experto en kendō, toca el piano y tiene una hermandad en el World of Warcraft.
Durante el año 2007, Masi Oka trabajó dos días a la semana como programador y el resto como actor  en la serie Héroes haciendo el papel de Hiro Nakamura. Anteriormente participó en la serie Scrubs, en la que hacia un pequeño papel de técnico de laboratorio. Según una entrevista en Wired, disfruta de ambos trabajos porque uno le ayuda a desarrollar sus habilidades para resolver problemas y el otro a desarrollar su talento artístico.
Participó en el programa Punk'd que le hicieron al cantante Akon.
Ha trabajado en la película de terror House of the Dead 2. Trabajó en la película de Peter Segal, Superagente 86 (2008), interpretando a Bruce, uno de los técnicos de la organización Control, encargados de inventar artilugios tecnológicos que sirvan, en sus tareas de espionaje, a los agentes de la misma y gran amigo de Maxwell Smart.
Actuó en el filme de John Hamburg, Along Came Polly (2004), protagonizada por Ben Stiller y Jennifer Aniston, donde interpretó el papel de Wonsuk, uno de los bailarines de la obra Jesus Cristo Super-Star, que interpretan en el film.
En la actualidad, participa eventualmente en la serie Hawaii Five-0 de la cadena americana CBS como médico forense. Dr. Max Bergman / M.E. Max Bergman.

## Premios
Nominado a los Globos de Oro (2007) como mejor actor secundario, debido a su participación en la serie Héroes (NBC), la cual también se encuentra nominada como mejor drama.
En la serie, Masi Oka interpreta a Hiro Nakamura, un japonés oficinista que puede controlar el espacio-tiempo con su mente.
Nominado a los Premios Emmy (2007) como mejor actor de reparto, por su participación en la serie Héroes (NBC), que también está nominada como mejor drama.

## Filmografía

### Televisión
| Año             | Título                        | Rol                           | Notas |
| --------------- | ----------------------------- | ----------------------------- | --- |
| 2001            | Dharma & Greg                 | Nien-Jin                      | |
| 2001            | Citizen Baines                | Asistente Dan                 | |
| 2001            | Las chicas Gilmore            | Estudiante de Filosofía       | Temporada 2, Episodio 4 |
| 2002            | Yes, Dear                     | Roca Parlante                 | |
| 2002            | Sabrina, cosas de brujas      | Miembro masculino del Consejo | |
| 2002            | Superespías                   | Chico                         | |
| 2002–2003       | The Jamie Kennedy Experiment  | Varios                        | 4 episodios |
| 2002–2004       | Scrubs                        | Franklyn                      | 5 episodios |
| 2003            | On the Spot                   | Turista japonés               | |
| 2003            | Luis                          | Deng Wu                       | 9 episodios |
| 2004            | Still Standing                | Ronald                        | |
| 2004            | All of Us                     | Edwin                         | |
| 2005            | Less than Perfect             | Hideki                        | |
| 2005            | Reno 911!                     | Traductor                     | |
| 2005            | Joey                          | Arthur                        | |
| 2005            | Dios lleva mi ropa interior   | Hermano Eo                    | Solo voz |
| 2005            | Punk'd                        | Traductor                     | |
| 2006            | Reba                          | Agente del IRS Phung          | |
| 2006            | Sin rastro                    | Wei Fan                       | |
| 2006            | The Loop                      | Wang                          | |
| 2006            | The Sarah Silverman Program   | Empleado                      | |
| 2006–2010       | Héroes                        | Hiro Nakamura                 | 66 episodios Premio Saturn al Mejor Actor de Reparto en Televisión (2006) Nominado—Globo de Oro al Mejor Actor de Reparto - Serie, Miniserie o Película de Televisión (2006) Nominado—Premio Primetime Emmy al Mejor Actor de Reparto en una Serie Dramática (2007) Nominado—Premio Satellite al Mejor Actor de Reparto - Serie, Miniserie o Película de Televisión (2007) Nominado—Premio Saturn al Mejor Actor de Reparto en Televisión (2007) |
| 2007            | Studio 60 on the Sunset Strip | Él mismo                      | |
| 2007            | Reno 911!                     | Turista extranjero            | |
| 2007            | Robot Chicken                 | Sr. Rogers japonés / Chachi   | Solo voz |
| 2008            | Discovery Atlas               | Narrador                      | Episodio "Japón revelado" |
| 2010–2017; 2019 | Hawai 5.0                     | Doctor Max Bergman            | Recurrente (Temporada 1); Principal (Temporadas 2–7); 97 episodios; Invitado (Temporada 10) |
| 2015            | Héroes Reborn                 | Hiro Nakamura                 | 3 episodios |
| 2018            | Mozart in the Jungle          | Fukumoto                      | 4 episodios |
| 2021            | Star Wars: Visions            | Ethan (voz)                   | Cortometraje: El Noveno Jedi: Doblaje en inglés |
| Próximamente    | Blue Eye Samurai              |                               | Solo voz |

### Cine
| Año  | Título                                         | Rol                                  | Notas             |
| ---- | ---------------------------------------------- | ------------------------------------ | ----------------- |
| 2002 | Austin Powers en Miembro de Oro                | Peatón japonés                       |                   |
| 2003 | Uh-Oh!                                         | Hombre asiático                      |                   |
| 2003 | Una rubia muy legal 2: Rojo, blanco y rubio    | Pasante del Congreso                 | Sin acreditar     |
| 2004 | Y entonces llegó ella                          | Wonsuk                               |                   |
| 2005 | Los Proud: La película                         | Niño japonés/Anunciador              | Solo voz          |
| 2005 | Noroi (La maldición)                           | Él mismo                             |                   |
| 2005 | Resident Evil 2: Apocalipsis                   | Stanley Tong                         |                   |
| 2006 | One Sung Hero                                  | KJ                                   | Cortometraje      |
| 2007 | Pelotas en juego                               | Atendedor de baño de hombres de Feng |                   |
| 2007 | Jane Doe: Lazos de sangre                      | Agente Osaka                         | Telefilme         |
| 2008 | Superagente 86 de película                     | Bruce                                |                   |
| 2008 | Superagente 86: Bruce y Lloyd fuera de Control | Bruce                                | Directo a video   |
| 2008 | El ascenso                                     | Oficial de préstamos                 |                   |
| 2009 | Guerra de cheerleaders                         | Mascota Águila                       |                   |
| 2010 | Searching for Sonny                            | Sonny Bosco                          |                   |
| 2011 | Con derecho a roce                             | Darin Arturo Morena                  |                   |
| 2013 | Jobs                                           | Ken Tanaka                           |                   |
| 2017 | Death Note                                     | Detective Sasaki                     | También productor |
| 2018 | Megalodón                                      | Toshi                                |                   |
| 2019 | Espías con disfraz                             | Katsu Kimura                         | Voz               |
| 2022 | Bullet Train                                   | Revisor                              |                   |

### Videojuegos
| Año  | Título                              | Rol       | Notas     |
| ---- | ----------------------------------- | --------- | --------- |
| 2007 | Cars: La Copa Internacional de Mate | Koji      | Voz       |
| 2007 | Driver 76                           | Jimmy Yip | Voz       |
| 2019 | Outer Wilds                         |           | Productor |

### Artista de efectos digitales
| Año  | Título                                            | Notas                                                                       |
| ---- | ------------------------------------------------- | --------------------------------------------------------------------------- |
| 1998 | Mi gran amigo Joe                                 | Asistente técnico de gráficos por ordenador: Industrial Light & Magic (ILM) |
| 1999 | Star Wars: Episodio I - La amenaza fantasma       | Producción de efectos visuales y soporte técnico: ILM                       |
| 2000 | Misión a Marte                                    | Soporte técnico: ILM                                                        |
| 2000 | La tormenta perfecta                              | Artista digital: ILM                                                        |
| 2002 | Star Wars: Episodio II - El ataque de los clones  | Artista de efectos digitales: ILM                                           |
| 2003 | Hulk                                              | Director técnico: ILM                                                       |
| 2003 | Terminator 3: La rebelión de las máquinas         | Artista de gráficos por ordenador: ILM                                      |
| 2005 | Star Wars: Episodio III - La venganza de los Sith | Artista digital: ILM                                                        |
| 2005 | La guerra de los mundos                           | Artista digital: ILM                                                        |
| 2006 | Piratas del Caribe: El cofre del hombre muerto    | Artista digital: ILM                                                        |

### Audiolibro
| Año  | Título           | Rol           |
| ---- | ---------------- | ------------- |
| 2013 | Guerra Mundial Z | Kondo Tatsumi |